# Christina Chalon
Christina Chalon (Amsterdam, maig de 1748 - Hazerswoude, 18 de desembre de 1808) va ser una artista gravadora neerlandesa. Eix d'una nissaga d'artistes. Son avi, Louis Chalon era pintor i actor del teatre municipal Stadsschouwburg d'Amsterdam, on son pare era mestre de capella.
Va estudiar pintura amb Sara Troost i Cornelis Ploos van Amstel. Es va dedicar més particularment als aiguaforts, on va adquirir una gran habilitat. Ha deixat una trentena de gravats, en la seva major part influïdes per Adriaen van Ostade. Va morir a Hazerswoude el 1808 va ser enterrada a Leiden. Els seus aiguaforts estan marcats amb «Chr Cha.», o «Chra» «Chal», o simplement amb «CC».
Entre les millors hi ha:
- An Interior, with three Boors.
- A Mother taking three children to School.
- An Old Woman saluting a peasant Boy.